# Marie Storms
Marie Pauline Julia Storms (née Puissant le 19 décembre 1885 à Merbes-le-Château) est une joueuse de tennis belge des années 1920.
En 1920, associée à sa compatriote Fernande Arendt, elle a terminé quatrième du double dames aux Jeux olympiques d'Anvers.

## Parcours aux Jeux olympiques

### En simple dames
| # | Date       | Nom de l'olympiade            | Surface      | Résultat        | Ultime adversaire | Score    |          |
| - | ---------- | ----------------------------- | ------------ | --------------- | ----------------- | -------- | -------- |
| 1 | 23/08/1920 | Jeux olympiques d'été, Anvers | Gazon (ext.) | 1er tour (1/16) | Suzanne Lenglen   | 6-0, 6-0 | Parcours |
| 2 | 13/07/1924 | Jeux olympiques d'été, Paris  | Terre (ext.) | 2e tour (1/16)  | Dorothy Shepherd  | 6-1, 6-1 | Parcours |

### En double dames
| # | Date       | Nom de l'olympiade           | Surface      | Résultat                 | Partenaire      | Ultimes adversaires                | Score    |          |
| - | ---------- | ---------------------------- | ------------ | ------------------------ | --------------- | ---------------------------------- | -------- | -------- |
| 1 | 23/08/1920 | Jeux olympiques d'été Anvers | Gazon (ext.) | 4e place (petite finale) | Fernande Arendt | Élisabeth d'Ayen · Suzanne Lenglen | Forfait  | Parcours |
| 2 | 13/07/1924 | Jeux olympiques d'été Paris  | Terre (ext.) | 2e tour (1/8)            | Anne de Borman  | Phyllis Howkins Kitty McKane       | 6-1, 6-2 | Parcours |

### En double mixte
| # | Date       | Nom de l'olympiade           | Surface      | Résultat      | Partenaire    | Ultimes adversaires            | Score    |          |
| - | ---------- | ---------------------------- | ------------ | ------------- | ------------- | ------------------------------ | -------- | -------- |
| 1 | 23/08/1920 | Jeux olympiques d'été Anvers | Gazon (ext.) | 1/4 de finale | Stephan Halot | Ladislav Žemla Milada Skrbková | 7-5, 6-3 | Parcours |

## Famille
Elle épouse le tireur sportif et joueur de tennis Réginald Storms le 19 juillet 1910 à Bruxelles